# 2003년 럭비 월드컵

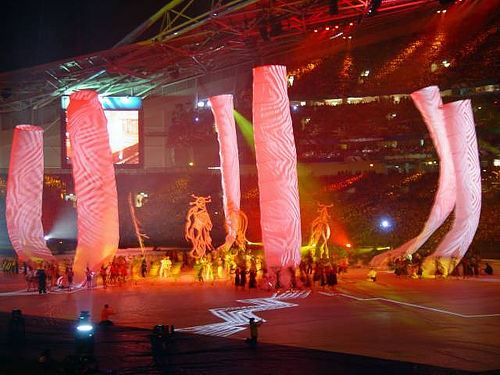

2003년 럭비 월드컵은 10월 21일부터 11월 22일까지 오스트레일리아에서 치루어진 5번째 럭비 월드컵이다. 잉글랜드가 우승을 차지하였으며 오스트레일리아가 준우승을 차지하였다.
대회는 시드니 텔스트라 경기장에서 오스트레일리아 월러비스가 아르헨티나 퓨마스를 24대 8로 이기면서 시작하였고 결승전에서 연장 접전 끝에 잉글랜드가 제이슨 로빈슨의 트라이와 조니 윌킨슨의 4개의 필드골에 힙입어 월러비스 20대 17로 승리하며 첫 번째 북반구 럭비 월드컵 우승팀이 되었다.

## 도시&경기장
| 경기장                  | 경기 수 | 도시       | 주                       | 수용인원 | 최다 관중                           |
| ----------------------- | ------- | ---------- | ------------------------ | -------- | ----------------------------------- |
| 스타디움 오스트레일리아 | 7       | 시드니     | 뉴사우스웨일스주         | 83,500   | 82,957 (결승: 월러비스 vs 잉글랜드) |
| 시드니 풋볼 스타디움    | 5       | 시드니     | 뉴사우스웨일스주         | 41,159   | 37,137 (스코틀랜드 vs. Fiji)        |
| 센트럴코스트 스타디움   | 3       | 고스퍼드   | 뉴사우스웨일스주         | 20,119   | 19,653 (Japan vs. United States)    |
| WIN 스타디움            | 2       | 울런공     | 뉴사우스웨일스주         | 18,484   | 17,833 (France vs. United States)   |
| 선코프 스타디움         | 9       | 브리스번   | 퀸즐랜드주               | 52,500   | 48,778 (월러비스 vs. Romania)       |
| 데이리 파머스 스타디움  | 3       | 타운즈빌   | 퀸즐랜드주               | 24,843   | 21,309 (France vs. Japan)           |
| 텔스트라 돔             | 7       | 멜버른     | 빅토리아주               | 53,371   | 54,206 (월러비스 vs. Ireland)       |
| 수비아코 오벌           | 5       | 퍼스       | 웨스턴오스트레일리아주   | 42,922   | 38,834 (스프링복스 vs. England)     |
| 캔버라 경기장           | 4       | 캔버라     | 오스트레일리아 수도 준주 | 24,647   | 22,641 (이탈리아 vs. 웨일스)        |
| 애들레이드 오벌'"       | 2       | 애들레이드 | 사우스오스트레일리아주   | 33,597   | 33,000 (월러비스 vs. Namibia)       |
| 요크 파크               | 1       | 론서스턴   | 태즈메이니아주           | 19,891   | 15,457 (Namibia vs. Romania)        |